# Crémieu
Crémieu là một xã thuộc tỉnh Isère, vùng Rhône-Alpes đông nam nước Pháp. Xã này nằm ở khu vực có độ cao trung bình 288 mét trên mực nước biển.
Thị trấn gần Bourgoin-Jallieu, khoảng 25 dặm Anh về phía đông Lyon.